# Васьково (Пореченская волость)
Васьково — деревня в Великолукском районе Псковской области России. Входит в состав сельского поселения «Пореченская волость».
Расположена в 50 км к югу от райцентра Великие Луки и в 9 км к юго-западу от волостного центра Поречье.

## Население
Численность населения деревни по состоянию на 2000 год составляла 2 жителя, на 2010 год — 1 житель.

## История
До 2005 года деревня входила в состав Борковской волости.